# Oesch's die Dritten
Oesch's die Dritten («Los terceros de Oesch» en alemán) es un grupo familiar de música alemana y canto a la tirolesa oriundo de Oberland (Berna), Suiza. Consta de su vocalista principal, Melanie Oesch (n. 14 de diciembre de 1987), su madre Annemarie (n. 8 de febrero de 1963), su padre Hansueli (n. 14 de julio de 1958), sus dos hermanos Mike (n. 14 de enero de 1989) y Kevin (n. 23 de octubre de 1990), y el acordionista Urs Meier (n. 14 de noviembre de 1980).

## Miembros del grupo
- Melanie Oesch – vocalista principal
- Annemarie Oesch – cantante
- Hansueli Oesch – Schwyzerörgeli
- Mike Oesch – bajo eléctrico
- Kevin Oesch – guitarra acústica
- Urs Meier – acordeón

## Discografía

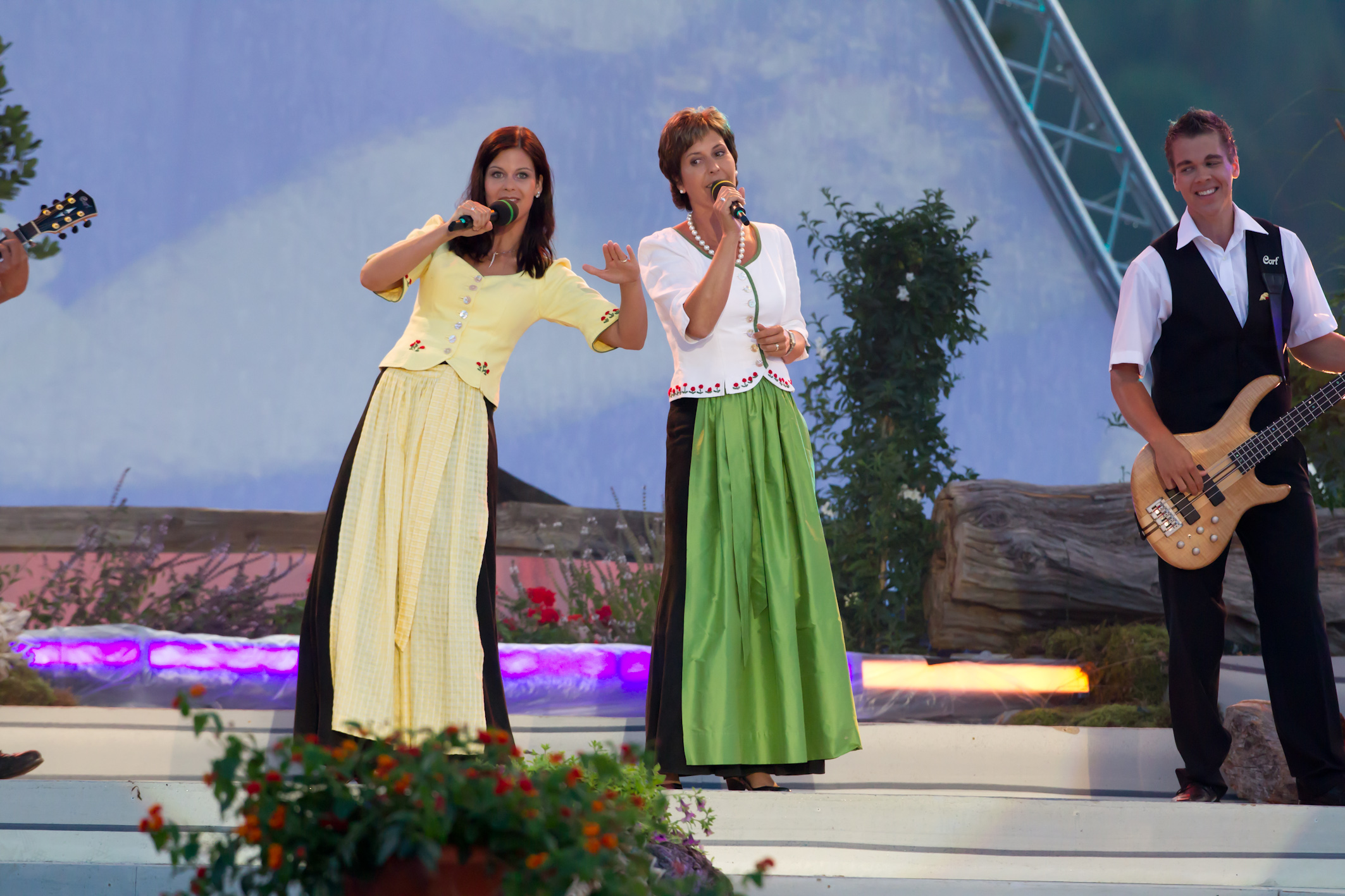
La cantante Melanie Oesch (izquierda), con su madre Annemarie y su hermano Mike

### Álbumes
| Año  | Título                                             | Posicionamiento en listas | Posicionamiento en listas | Posicionamiento en listas |
| Año  | Título                                             | SWI                       | AUT                       | GER                       |
| ---- | -------------------------------------------------- | ------------------------- | ------------------------- | ------------------------- |
| 1998 | Mit neuem Power (Trío Oesch y Oesch's die Dritten) | –                         | –                         | –                         |
| 2003 | SMS – Schweizer–Music–Sowieso                      | –                         | –                         | –                         |
| 2007 | Jodelzauber                                        | 22                        | –                         | –                         |
| 2008 | Frech – Frisch – Jodlerisch                        | 18                        | 74                        | –                         |
| 2009 | Volksmusik ist international                       | 16                        | –                         | –                         |
| 2009 | Winterpracht                                       | 63                        | –                         | –                         |
| 2011 | Jodel-Time                                         | 24                        | –                         | –                         |
| 2012 | Unser Regenbogen                                   | 22                        | –                         | –                         |
| 2014 | Wurzeln und Flügel                                 | 6                         | –                         | –                         |
| 2016 | Jodelzirkus                                        | 5                         | –                         | 80                        |
| 2018 | Vätu's Wunschliste – Zum 60. Geburtstag            | 3                         | –                         | –                         |

Álbumes en vivo
| Año  | Título                      | Posicionamiento en listas |
| Año  | Título                      | SWI                       |
| ---- | --------------------------- | ------------------------- |
| 2013 | Live … unsere grössten Hits | 32                        |

### EP
| Año  | Título               | Posicionamiento en listas |
| Año  | Título               | SWI                       |
| ---- | -------------------- | ------------------------- |
| 2012 | Die stille Zeit ruft | –                         |

### Sencillos
| Año  | Título             | Posicionamiento en listas |
| Año  | Título             | SWI                       |
| ---- | ------------------ | ------------------------- |
| 2007 | «Ku-Ku Jodel»      | 28                        |
| 2008 | «Die Jodelsprache» | –                         |
| 2013 | «Da Da Muh!»       | –                         |
| 2015 | «Zirkusjodel»      | –                         |